# Trichopothyne
Trichopothyne is een kevergeslacht uit de familie van de boktorren (Cerambycidae). De wetenschappelijke naam van het geslacht werd voor het eerst geldig gepubliceerd in 1942 door Breuning.

## Soorten
Trichopothyne omvat de volgende soorten:
- Trichopothyne hindostani Breuning, 1950
- Trichopothyne rondoni Breuning, 1965
- Trichopothyne strandiella Breuning, 1942